# Bank of Communications
Bank of Communications Co., Ltd. (BOCOM) (交通銀行T, 交通银行S, Jiāotōng YínhángP; spesso abbreviato in 交行S, JiāohángP), è la quinta maggiore banca nella Cina continentale.
Fondata nel 1908, Bank of Communications vanta una lunga storia in Cina ed è una delle banche ad aver emesso banconote nella storia moderna del paese. È stata quotata alla Borsa di Hong Kong nel giugno 2005 e alla Borsa di Shanghai nel maggio 2007. Tra le prime 1.000 banche mondiali in termini di capitale Tier 1 secondo la rivista londinese The Banker.

## Storia

### Prima del 1949
Nel 1907, Liang Shiyi propose la nascita di una banca per riscattare la ferrovia Pechino-Hankou dai suoi proprietari belgi e porre la ferrovia sotto il controllo cinese. Bank of Communications fu costituita nel 1908 e fornì più della metà dei finanziamenti necessari per acquistare la ferrovia. Il nome della banca utilizza la parola "comunicazioni" per indicare il collegamento di due punti tramite un mezzo di trasporto.
Per espandere le attività all'estero, la banca aprì la sua prima filiale a Hong Kong il 27 novembre 1934.

### Dopo il 1949
Dopo la fine della guerra civile cinese nel 1949, Bank of Communications fu operativamente divisa in due; una parte fu trasferita a Taiwan con il governo del Kuomintang. A Taiwan, la banca venne alla fine fusa con la Banca commerciale internazionale della Cina (中國國際商業銀行), ribattezzata Banca della Cina a Taiwan dopo la sua privatizzazione nel 1971, per diventare la Mega Banca commerciale internazionale. L'altra parte della banca, quella operativa nella terraferma, è l'attuale Bank of Communications. La banca fu poi ristrutturata, e la sede centrale trasferita a Shanghai.
Da allora la banca si è espansa con una vasta rete di oltre 2.800 filiali che coprono più di 80 grandi città. Oltre a Hong Kong, la banca ha anche aperto filiali estere a New York, San Francisco, Tokyo, Singapore, Seul, Francoforte, Macao, Sydney e Ho Chi Minh, BOCOMUK a Londra e un ufficio di rappresentanza a Taipei. Alla fine del 2002, la Banca contava oltre 88.000 dipendenti.

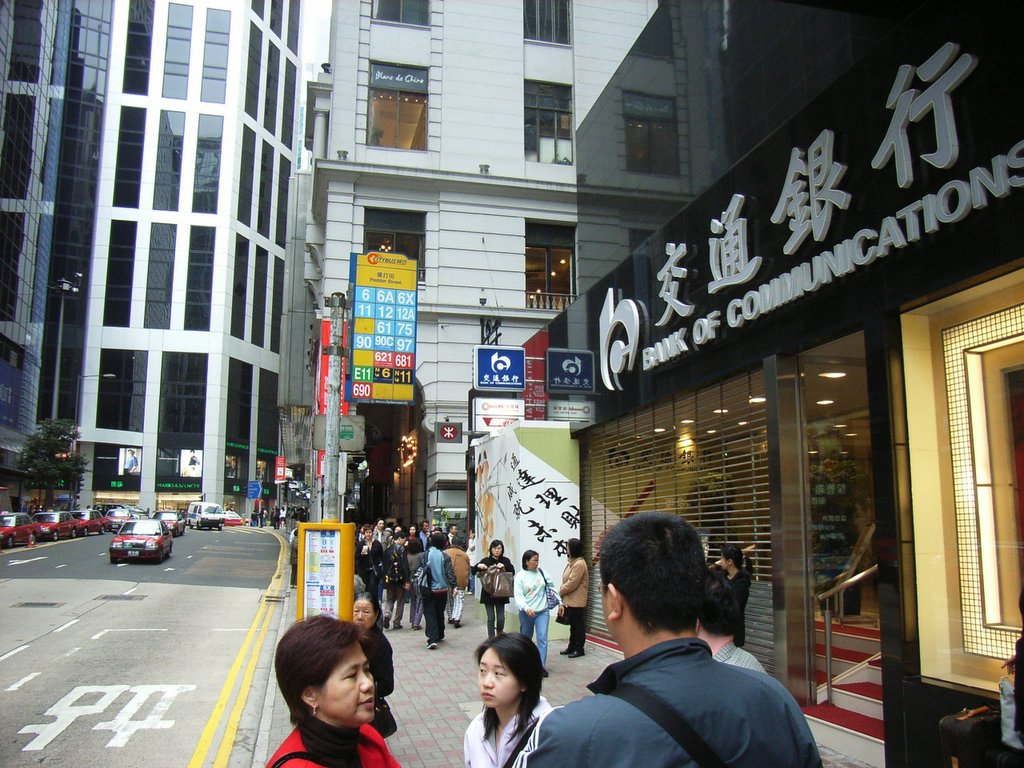
Filiale della Bank of Communications ad Hong Kong

### Anni 2000
Nel gennaio 2005 il 19,9% della banca è diventato di proprietà della banca britannica HSBC Holdings plc decisa ad espandersi in Cina. Le attività di HSBC in Cina includevano la sua partecipazione in BoCom, una partecipazione dell'8% nella Bank of Shanghai e una quota del 19,9% in Ping An Insurance attraverso la sua controllata al 100% HSBC Insurance Holdings. Il South China Morning Post ha citato Peter Wong Tung-shun, direttore esecutivo della Hongkong and Shanghai Banking Corporation (interamente controllata da HSBC), il quale ha fatto presente che l'acquisizione veniva considerata alla luce delle riforme del governo cinese sull'intermediazione di titoli del paese. Ciò includeva una disposizione che consentiva alle società straniere di ottenere il controllo gestionale delle società di intermediazione.
Il 22 luglio 2015, la Bank of Communications ha venduto 2,45 miliardi di dollari (circa 14,93 miliardi di yuan) di obbligazioni conformi a Basilea III (convertibili in azioni privilegiate) "utilizzate per ricostituire il capitale aggiuntivo di classe 1 della banca". L'obbligazione è registrata alla Borsa di Hong Kong e paga una cedola del 5% annuo.

### Azionisti
Alla fine del 2016 gli azionisti della banca risultavano:
- Vari enti del Consiglio di Stato (34,55%)
- Fondo nazionale di previdenza sociale (14,7%)
- HSBC (19,05%)
- pubblico (31,7%)